# Catherine Langlais
Catherine Langlais, née le 9 avril 1955, est une ingénieure et chimiste française spécialiste de la chimie du solide.

## Biographie
Inspirée par Anne Chopinet, elle intègre l'école nationale supérieure des mines de Nancy, d'où elle sort diplômée. Elle effectue son stage de fin d’études sur des maisons solaires passives au laboratoire PROMES-CNRS. Elle passe ensuite une année en Californie où elle passe une maîtrise en génie mécanique à l'Université Stanford et se spécialise dans l'énergie solaire. En 1978, elle entre comme ingénieur de recherche au  centre de recherches industrielles de Rantigny rattaché à l'activité isolation de Saint-Gobain. Elle y occupe successivement différentes fonctions centrées autour de la connaissance des propriétés physiques des isolants à base de laine minérale et du développement de produits innovants. 
Depuis 2000, elle a pris la direction générale de Saint-Gobain Recherche, un grand laboratoire industriel dans le domaine des matériaux.

## Responsabilités
- De 2009 à 2013, elle est vice-présidente du Haut Conseil de la science et de la technologie[2].
- Elle est vice-présidente de la société française de physique depuis 2014[3] et présidente depuis 2018[4].
- Elle est membre du jury du prix Roberval[5] et membre de l'académie des technologies depuis 2013[6]

## Distinctions
- 1990 : Prix Aniuta Winter Klein de l'académie des sciences pour ses travaux sur les propriétés physiques des matériaux isolants à base de fibre de verre[7].
- 2008 : Prix Irène Joliot-Curie parcours Femmes & Entreprise[8]
- 2012 : Chevalier de l'Ordre national de la Légion d'honneur[9]